# ミニモニ。でブレーメンの音楽隊
『ミニモニ。でブレーメンの音楽隊』（ミニモニでブレーメンのおんがくたい）は、2004年1月から3月までNHK教育テレビジョンで放送されたテレビドラマ（『ドラマ愛の詩』シリーズ)。NHKエンタープライズ21制作。主人公はミニモニ。のメンバー。

## 概要
グリム童話『ブレーメンの音楽隊』をモチーフにしたもの。1949年から1974年を経て2004年までの55年間にわたる三つの時代の物語。テーマは「チャレンジする勇気」。キーワードは「仲間、約束」。
放送ライブラリーでは第1回が公開。

## キャスト
主人公3人の役名は、栗村ちよの（ロバ）、黒田美音子（ネコ）、丹羽雛子（ニワトリ）と、犬塚健志（イヌ）を加えてブレーメンの音楽隊の主人公であるロバ、イヌ、ネコ、ニワトリにそれぞれちなんだものになっている。

### 各部共通
- 栗村ちよの / ドンキー：高橋愛
  - 武礼面中学校2年の生徒。
  - ちよのは、自分の名前が相撲力士の千代の富士に由来すると思われたために周囲からいじめられた過去を持ち、この名前が嫌いであった。ちよのの父によれば、それは間違いで、ちよのの名前は競走馬のサクラチヨノオーからつけたものであるとのことであった（しかしサクラチヨノオーの名前自体が横綱の千代の富士に由来するため、ちよのの名前が横綱の千代の富士に由来するというのは間違いではない）。
- 黒田美音子 / ネコ：辻希美（1974年時点、武礼面中学校2年の生徒）、平山さとみ（2004年時点、ネコ姉さん）
- 丹羽雛子 / ヒナ：加護亜依（1949年時点、武礼面中学校2年の生徒）、辻沢杏子（1974年時点、犬塚楽器社長）、草村礼子（2004年時点、犬塚楽器グループ会長）
  - 中学時代は父から事あるごとに二人の姉たちと比較され、末妹の自分は落ちこぼれ扱いされていたため、父との衝突が絶えなかった。
  - 加護は大阪出身という設定のため普段はめったに使わない関西弁で喋った。
- 花子：ミカ（1974年時点、路上ミュージシャン、2004年時点、さすらいのフォークシンガー）
- 犬塚健志：遠藤雄弥（2004年時点、既に死亡し、幽霊と化している。1974年時点、途中で死亡。1949年時点、犬塚家の息子）
- 大神陽太郎：尾美としのり（2004年時点、武礼面中学校の先生）、沖津和（1974年時点、武礼面中学校2年の生徒）
- 笛吹進：宝田明（2004年時点、このドラマの語り手（ナレーター）。1974年時点弁護士）、森脇史登（1949年時点）

### 第1部
- 栗村ちよの：高橋愛
- 栗村有人：山寺宏一
  - ちよのの父。
- 栗村希里子：藤吉久美子
  - ちよのの母。
- 栗村玲央：池田仁
  - ちよのの弟。
- 北村風男：川平慈英
  - 武礼面中学校の教師。
- 灰谷塔太：嶋崎徹
- 亀山凛子：三国由奈
- 浦島多香子：海老沢神菜
- 竜宮椎奈：寉岡瑞希
- 玉手佳織：高橋愛子
- 宇崎羽美：仲村瑠璃亜
- 因幡卯月：原レイナ
- 鰐淵千波：二葉優奈
- 大国美子：逵優希

### 第2部
- 黒田美音子：辻希美
- 黒田昭一：本田博太郎
  - 美音子の父。
- 黒田和歌子：梅沢昌代
  - 美音子の母。
- 黒田小夜子：北川弘美
  - 美音子の上の姉。
- 黒田響子：林絵美
  - 美音子の下の姉。
- 熊谷正道：池内万作
  - 小夜子の婚約者で、警察官。
- 紺野萄子：近藤舞
  - 同級生。
- 剣道部主将：柳澤伶弥
- めぐみ：斉藤友以乃
- 沙織：小林涼子
- 丘ひろみ：村田悠希
- 藍川マキ：藤田佳名
- 竜崎麗華：小島由利絵
- 藤堂貴紀：上森寛元
- 宗方仁一：田辺孝正
- 根津実：吉見一豊
- 牛島百合子：渋谷のぶえ
- 西寅：村松利史
- 宇佐美：利光美保
- 巽：井川哲也
- 甘栗屋：石井トミコ
- 八百屋：原金太郎
- 漬物屋：よこやまよしひろ
- ひったくり犯：安田暁

### 第3部
- 丹羽雛子：加護亜依
- 犬塚一郎：升毅
- 犬塚淑子：野村真美
  - 犬塚一郎の妻。
- 釜吉：徳井優
  - 犬塚家のたいこ持ち。
- ツル：銀粉蝶
  - 犬塚家のお手伝いさん
- 金田石之助：長谷川朝晴
  - 犬塚家の秘書。
- ジャック：ポール・カミンスキー
  - アメリカ兵。
- 節子：東山麻美
  - ジャックの身重の妻。
- 八木沼：宮澤美保
  - 衛生室の先生。
- 強：伊織大昌
- 七彦：飯塚雅巳
- 栗太：柿澤司
- 夏実：高宗歩未

## 放送日
| 第1部 2004年 |                                  |               |               |               |
|              |                                  |               |               |               |
| 回数         | タイトル                         | 放送日※1      | 再放送日※2    | 再放送日※3    |
| 第1回        | ドンキーの憂うつ                 | 2004年1月10日 | 2004年1月17日 | 2004年6月22日 |
| 第2回        | ドンキーが八つ当たり             | 2004年1月17日 | 2004年1月24日 | 2004年6月29日 |
| 第3回        | ドンキーは本気                   | 2004年1月24日 | 2004年1月31日 | 2004年7月6日  |
| 第4回        | ドンキーで晴れ舞台               | 2004年1月31日 | 2004年2月7日  | 2004年7月13日 |
|              |                                  |               |               |               |
| 第2部 1974年 |                                  |               |               |               |
|              |                                  |               |               |               |
| 第5回        | ネコの傘がない                   | 2004年2月7日  | 2004年2月14日 | 2004年7月20日 |
| 第6回        | ネコに白いギター                 | 2004年2月14日 | 2004年2月21日 | 2004年7月27日 |
| 第7回        | ネコが熱中                       | 2004年2月21日 | 2004年2月28日 | 2004年8月3日  |
| 第8回        | ネコで大逆転!                    | 2004年2月28日 | 2004年3月6日  | 2004年8月10日 |
|              |                                  |               |               |               |
| 第3部 1949年 |                                  |               |               |               |
|              |                                  |               |               |               |
| 第9回        | ヒナに洋館の秘密                 | 2004年3月6日  | 2004年3月13日 | 2004年8月17日 |
| 第10回       | ヒナの約束                       | 2004年3月13日 | 2004年3月20日 | 2004年8月31日 |
| 第11回       | ヒナと演奏会                     | 2004年3月20日 | 2004年3月27日 | 2004年9月7日  |
| 第12回       | ヒナ、ネコ、ドンキーでハーモニー | 2004年3月27日 | 2004年4月3日  | 2004年9月14日 |

※1 土曜日18:00 - 18:25
※2 土曜日10:05 - 11:00
※3 火曜日19:00 - 19:25：8月10日は第86回全国高等学校野球選手権大会の中継のため20分遅れで放送、8月24日はアテネオリンピック野球準決勝・日本vsオーストラリアの中継のため休止
このドラマの作中内で登場する館は、最後には雛子の元に戻り、ハーモニカ博物館となった。

## スタッフ
- 脚本：藤本有紀[1][2]
- 音楽：佐橋俊彦[1][2]
- 時代考証：天野隆子
- 撮影：清水博巳[2]
- 照明：吉本和信[2]
- 編集：高室麻子[2]
- 音声：下迫賢治[2]
- 記録：武田朝子[2]
- 制作統括：安原裕人[1][2]、田村文孝[1][2]
- 音響効果：畑奈穂子[2]
- 演出：遠藤理史[2]
- 制作：亀村朋子[2]、秋山茂樹[2]
- 美術：庄司薫[2]
- 美術：有本弘[2]
- 技術：濱嵜渉[2]
- 演出：山下白（9・10回）[1]、遠藤理史（1 - 4・11・12回)[1]、渡辺一貴（5 - 8回）[1]

エンドタイトルの立体イラストレーション制作はイラストレーターのおさないまこと。

## 主題歌
ラッキーチャチャチャ!
（作詞・曲：つんく、歌：ミニモニ。）
- 2004年4月21日 シングル発売
- 2004年4月28日 シングルDVD発売

なお、サウンドトラックCDや劇中歌のCD化を望む声も多かったが実現には至っていない。

## DVD
著作権の関係で使用されている音楽が若干異なるが、内容は放送と同じである。
全て2004年4月28日発売
- ドラマ愛の詩 ミニモニ。でブレーメンの音楽隊 Vol.1 （第1部）EPBE-5121
- ドラマ愛の詩 ミニモニ。でブレーメンの音楽隊 Vol.2 （第2部）EPBE-5122
- ドラマ愛の詩 ミニモニ。でブレーメンの音楽隊 Vol.3 （第3部）EPBE-5123

## 小説
脚本家による小説。基本的なストーリーなどはほとんど同じであるが、途中の年立てが1年ずれているほか、細かい設定が若干変わっている。
- ミニモニ。でブレーメンの音楽隊（藤本有紀著、カバーイラスト・ふる鳥弥生、2004年4月1日、ぺんぎん書房、ISBN 4-901978225）

## その他
- NHK『ドラマ愛の詩』はこの作品を最後に放送時間を毎週火曜日に変更し過去の作品を放送するようになり、その後この枠自体がなくなったため、ドラマ愛の詩としては最後の作品になった。
- 同時期に放映されている『こちら本池上署』（TBSテレビ）に加護亜依、草村礼子、銀粉蝶、池内万作の4人が出演している。